# Artesoado

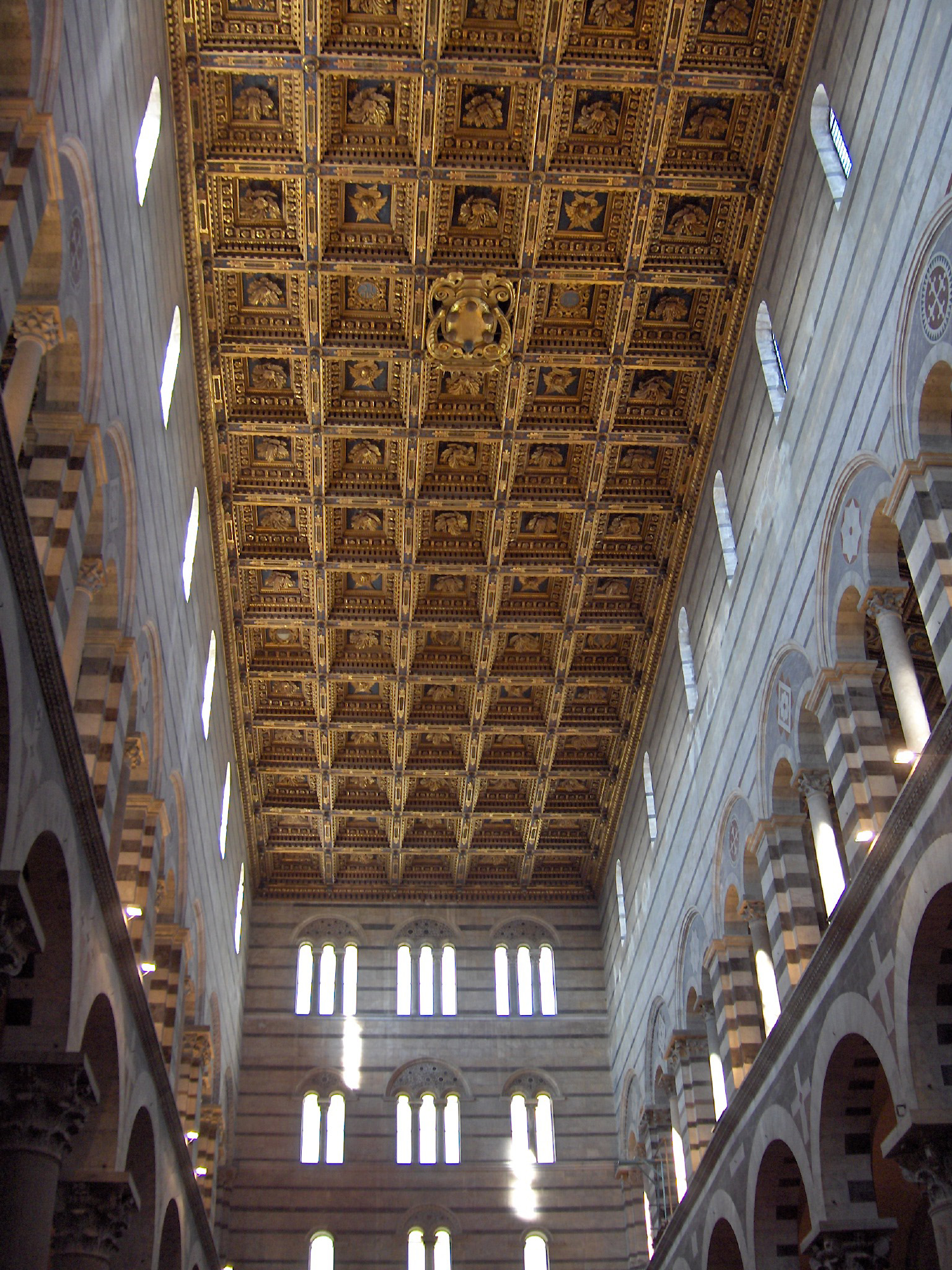
Tecto artesoado da catedral de Pisa.

Artesoado refere-se a uma obra decorativa onde se adorna tectos e abóbadas com artesões, molduras de madeira com motivos escultóricos ou pictóricos. É uma característica marcante da arquitectura mudéjar e mourisca.